# John Markoff
John Markoff (nascut el 24 d'octubre de 1949) és un periodista conegut pel seu treball a The New York Times i les seves publicacions sobre i la percaça i l'arrestació del furoner Kevin Mitnick.
Markoff va néixer a Oakland i créixer a Palo Alto (Califòrnia). Va estudiar sociologia al Whitman College de Walla Walla i va graduar en sociologia a la Universitat d'Oregon el 1976.
Després del seu postgraduat, va tornar a Califòrnia, on va començar a escriure per al Pacific News Service, un sindicat de notícies alternatives amb seu a San Francisco. Va treballar com a periodista independent per a diverses publicacions, entre elles La Nació i Mother Jones. Va ser redactor de diversos publicacions sobre informàtica: el setmanari InfoWorld (1981) i Byte Magazine (1984). Des del 1985 participa en la secció de negocis del diari San Francisco Examiner, on escriu sobre Silicon Valley. El 1988 es va traslladar a Nova York i integrar la redacció de la secció de negocis del diari New York Times.
El 2013, era un dels membres de l'equip de la redacció del New York Times que van guanyar el Premi Pulitzer al Periodisme d'Investigació per una sèrie de deu articles sobre les pràctiques d'Apple Inc i altres companyies de tecnologia, en què il·lustren la faç fosca dels canvis de l'economia mundial per als treballadors i consumidors.